# ابرتیلری
ابرتیلری (به انگلیسی: Abertillery) یک شهرک در ولز است که در بلاینای گونت واقع شده‌است. ابرتیلری ۱۱٬۶۰۱ نفر جمعیت دارد.

## خواهرخوانده
شهر Royat خواهرخواندهٔ ابرتیلری هست.